# Pidhirci
Pidhirci (ukr. Підгірці, pol. Podhorce kijowskie) – wieś na Ukrainie, w obwodzie kijowskim, w rejonie obuchowskim. W 2001 roku liczyła 485 mieszkańców.
W 1651 roku hetman polny koronny Marcin Kalinowski na czele 5 tys. żołnierzy pobił takiej samej wielkości oddział wojsk kozackich dowodzonych przez Wasyla Zołotareńkę. Walka trwała około 3 godzin i poległo w niej 3 tys. Kozaków.
We wsi znajduje się drewniana cerkiew św. Michała Archanioła z 1742 roku z drewnianą dzwonnicą z połowy XIX wieku.